# Мария Иммакулата Бурбон-Сицилийская
Мария Иммакулата Бурбон-Сицилийская (нем. Maria Immaculata Clementina; 14 апреля 1844 — 18 февраля 1899) — эрцгерцогиня Австрийская и принцесса Австрии, Венгрии, Хорватии и Чехии. Она была пятым ребёнком и второй дочерью Фердинанда II, короля Обеих Сицилий, и его жены Марии Терезии Австрийской.

## Биография
Мария Иммакулата была скромной и сдержанной. Её мать Мария-Тереза Австро-Тешинская ненавидела придворную жизнь и вместо этого посвятила себя заботе о своих детях. После падения Королевства Обеих Сицилий королевская семья бежала в Рим, где они проживали в Квиринальском дворце по приглашению папы Пия IX.
Мария Иммакулата вышла замуж за эрцгерцога Карла Сальватора Австрийского, сына Леопольда II, великого герцога Тосканы и его жены принцессы Мария Антонии Бурбон-Сицилийской, 19 сентября 1861 года в Риме.
Мария Иммакулата была известна своей красотой. Она была включена в фотоальбом красивых женщин императрицы Елизаветы. Муж Марии Иммакулаты дарил ей жемчужное ожерелье всякий раз, как она рожала очередного ребёнка. Императрица Елизавета насмешливо прозвала её «ловцом жемчуга». В конце концов императрица Елизавета выдала замуж свою дочь Марию Валерию за сына Марии Иммакулаты Франца Сальватора.

## Потомки
Мария Иммакулата и Карл Сальватор имели десять детей:
- Мария Терезия (18 сентября 1862 — 10 мая 1933), вышла замуж в Вене 28 февраля 1886 за эрцгерцога Карл Стефана Австрийского (5 сентября 1860 — 7 апреля 1933);
- Леопольд Сальватор (15 октября 1863 — 4 сентября 1931), женился (1889) на Бланке, инфанте Испании (7 сентября 1868 — 25 октября 1949);
- Франц Сальватор (21 августа 1866 — 20 апреля 1939 г.), женился первым браком (1890) на эрцгерцогине Марии Валерии Австрийской (22 апреля 1868 — 6 сентября 1924), во-втором, морганатическом, (1934) на Мелании фон Ризенфельс (1898—1984);
- Мария Каролина (5 сентября 1869 — 12 мая 1945), вышла замуж (1894) за принца Августа Леопольда Саксен-Кобург-Кохари (6 декабря 1867 — 11 октября 1922);
- Альбрехт Сальватор (22 ноября 1871 — 27 февраля 1896);
- Мария-Антуанетта (18 апреля 1874 — 14 января 1891);
- Мария Иммакулата (1878—1968), вышла замуж (1900) за принца Роберта Вюртембергского (1873—1947);
- Райнер Сальватор (27 февраля 1880 — 4 мая 1889);
- Генриетта (20 февраля 1884 — 13 августа 1886);
- Фердинанд Сальватор (2 июня 1888 — 28 июля 1891).